# Le Petit Parc
Le Petit Parc est un tableau réalisé par le peintre français Jean-Honoré Fragonard vers 1760-1763. Cette huile sur toile représente un parc aménagé. Elle est conservée au sein de la Wallace Collection, à Londres.

## Postérité
Le tableau fait partie des « 105 œuvres décisives de la peinture occidentale » constituant le musée imaginaire de Michel Butor.